# نظرية بيكسوتو
في نظرية الأنظمة التحريكية، تنص نظرية بيكسوتو، والتي أثبتها موريسيو بيكسوتو، على أنه من بين جميع التدفقات السلسة على الأسطح، أي أن الفضاء المتراص ثنائي الأبعاد المتعدد الشعب، يمكن أن تتميز الأنظمة المستقرة هيكليا بالخصائص التالية:
- تتكون مجموعة النقاط غير المتجولة فقط من مدارات دورية ونقاط ثابتة.
- مجموعة النقاط الثابتة محدودة وتتكون فقط من نقاط التوازن القطعي.
- دقة جذب أو صد المدارات الدورية.
- غياب اتصالات السرج إلى السرج.

وعلاوة على ذلك، فإنها تشكل مجموعة مفتوحة في الفضاء من جميع التدفقات التي تتميز بطوبولوجيا C1.